# Hylopetes
Hylopetes ('volador del bosc', en grec) és un gènere d'esquirols originaris del sud d'Àsia. Es caracteritzen per la forma de la seva cua, que recorda una sageta. Les diverses espècies d'aquest grup varien considerablement en mida i color del pelatge. Tenen una llargada corporal d'11–33 cm, sense comptar la cua, que és de 8–29 cm. La seva llargada total de menys de 50 cm fa que siguin uns dels esquirols voladors més petits que hi ha.